# Dendropicos gabonensis
Dendropicos gabonensis là một loài chim trong họ Picidae.

## Hình ảnh

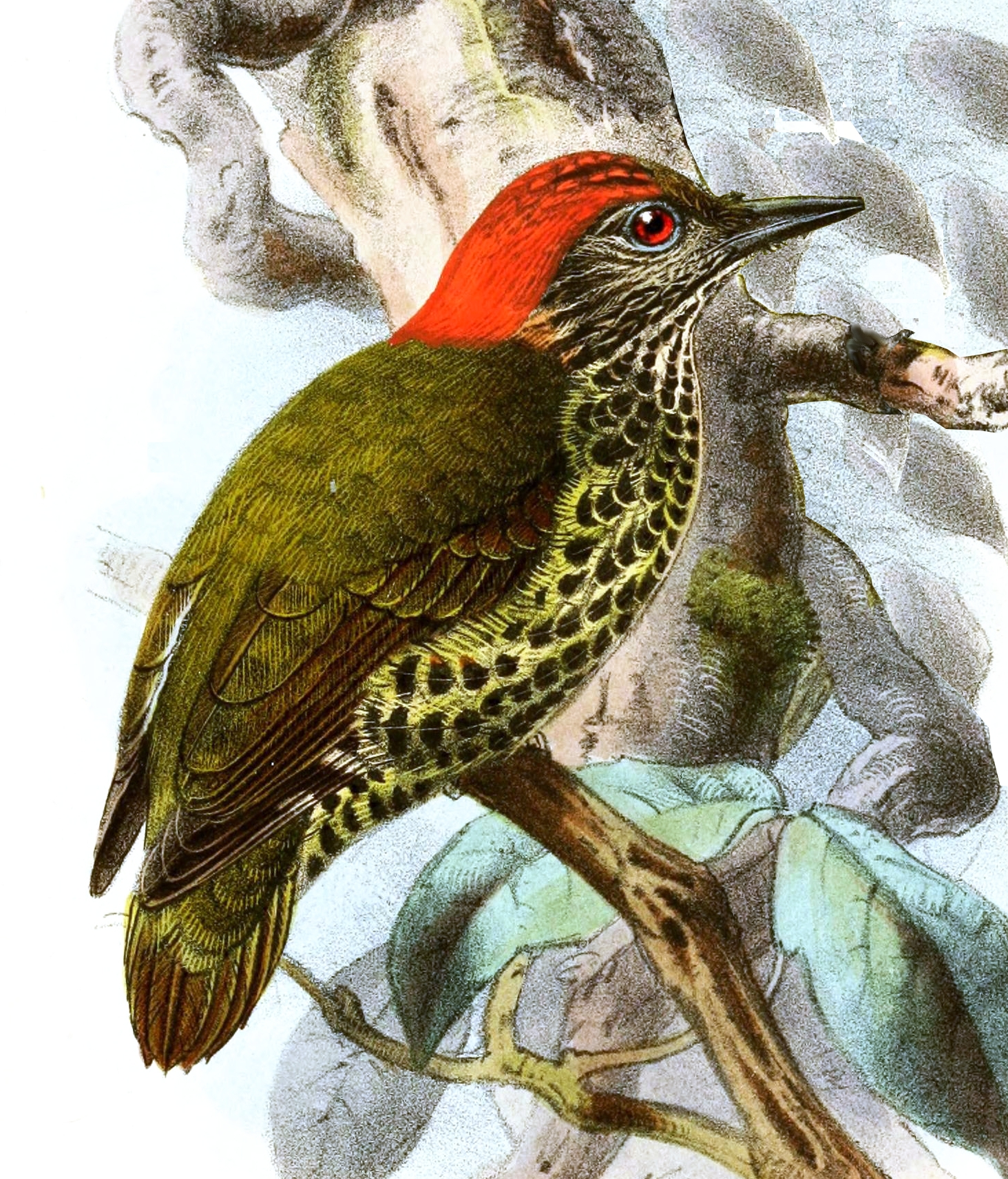
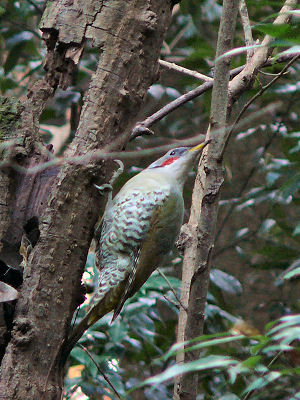